# Paul Berman
Paul Lawrence Berman, né en 1949, est un journaliste et essayiste américain.

## Biographie
En 1973, Berman obtient un Master of Arts en histoire américaine de l'Université Columbia
Il est éditeur et contributeur de la The New Republic et membre du comité éditorial de Dissent.
Il a été bénéficiaire du prix MacArthur et de la bourse Guggenheim.
Il a enseigné à l'université de Californie à Irvine et écrivain distingué résident à l'université de New York.
Il est aussi éditeur consultant pour Fathom: For a deeper understanding of Israel and the region.

## Thèses
Dans son livre, (les habits neufs de la terreur), il définit le totalitarisme comme une politique de mobilisation des masses au service d'objectifs inaccessibles au nom d'entités transpersonnelles comme la classe sociale, l'État ou la communauté religieuse finissant toujours en bains de sang et dans l'autodestruction.
Berman distingue l'ancienne religion de l'Islam et le mouvement politique de l'islamisme radical.
En juillet 2010, il écrit dans le Wall Street Journal que l'Islamisme est une tendance politique moderne qui s'est développée dans un esprit d'harmonie fraternelle avec les fascistes de l'Europe dans les  années 1930 et 1940.

## Publications

### Articles
- Paul Berman, Il n’y a pas de causes sociales au djihadisme, Le Monde, 30 novembre 2015

### Livres traduits en français
- Paul Berman (trad. Richard Robert, préf. Pascal Bruckner), Les habits neufs de la terreur [« Terror and Liberalism »], Hachette, 2004, 274 p. (ISBN 978-2-01-235725-9)

- Paul Berman (trad. Philippe Rouard), Cours vite camarade ! : La génération 68 et le pouvoir [« A Tale of Two Utopias: The Political Journey of the Generation of 1968 »], Denoël, coll. « Médiations », 2006, 288 p. (ISBN 978-2-207-25846-0)

### Livres en anglais
- (en) Paul Berman (ed.), Quotations from the Anarchists, Praeger Publishers, 1972
- (en) Paul Berman, A Tale of Two Utopias : The Political Journey of the Generation of 1968, W W Norton & Company, 1996, 351 p. (ISBN 0-393-03927-7)
- (en) Paul Berman, Terror and Liberalism, New York, W W Norton & Company, 2003, 214 p. (ISBN 0-393-05775-5)
- (en) Paul Berman, Power and the Idealists : Or, The Passion of Joschka Fischer, and its Aftermath, Brooklyn (N.Y.), Soft Skull Press, 2005, 311 p. (ISBN 1-932360-91-3)
- (en) Paul Berman, The Flight of the Intellectuals, Melville House Publishing, 2010, 299 p. (ISBN 978-1-933633-51-0)